# Cayce (Carolina del Sur)
Cayce es una ciudad ubicada en el Condado de Richland y condado de Lexington en el estado estadounidense de Carolina del Sur. La ciudad en el año 2000 tiene una población de 12.150 habitantes en una superficie de 29.2 km², con una densidad poblacional de 430.3 personas por km². 

## Geografía
Cayce se encuentra ubicada en las coordenadas 33°57′48″N 81°4′0″O / 33.96333, -81.06667. Según la Oficina del Censo, la ciudad tiene un área total de 29,2 km² (11,3 mi²), de la cual 28,2 km² (10,9 mi²) es tierra y 0,9 km² (0,3 mi²) (3.2%) es agua.

## Demografía
En el 2000 la renta per cápita promedia del hogar era de $35.850, y el ingreso promedio para una familia era de $43.560. El ingreso per cápita para la localidad era de $17.745. En 2000 los hombres tenían un ingreso per cápita de $30.317 contra $24.408 para las mujeres. Alrededor del 9.90% de la población estaba bajo el umbral de pobreza nacional. 